# Tepeköy, Saraydüzü
Tepeköy là một xã thuộc huyện Saraydüzü, tỉnh Sinop, Thổ Nhĩ Kỳ. Dân số thời điểm năm 2011 là 263 người.

## Lịch sử
Được ra đời vào năm 1925, trước đây nó là một phần của quận Boyabat. Vào ngày 20 tháng 5 năm 1990, xã trở thành một phần của quận Saraydüzü 
Ngôi làng cách trung tâm thành phố Sinop 117 km và cách trung tâm thị trấn Saraydüzü 1 km

## Dân số
| Dữ liệu dân số của xã theo từng năm | Dữ liệu dân số của xã theo từng năm |
| ----------------------------------- | ----------------------------------- |
| 2020                                | 270                                 |
| 2019                                | 290                                 |
| 2018                                | 292                                 |
| 2017                                | 277                                 |
| 2016                                | 269                                 |
| 2015                                | 246                                 |
| 2014                                | 273                                 |
| 2013                                | 256                                 |
| 2012                                | 262                                 |
| 2011                                | 263                                 |
| 2010                                | 254                                 |
| 2009                                | 238                                 |
| 2008                                | 244                                 |
| 2007                                | 222                                 |
| 2000                                | 320                                 |
| 1990                                | 489                                 |
| 1985                                | 584                                 |